# Sharknado 2
Sharknado 2 (Originaltitel: Sharknado 2: The Second One) ist ein US-amerikanischer Fernseh-Horrorfilm der vor allem für Low-Budget-Filme und sogenannte Mockbuster bekannten Filmgesellschaft The Asylum aus dem Jahr 2014. Der Film ist die Fortsetzung von Sharknado – Genug gesagt! (2013) und wie der Vorgänger eine Eigenproduktion des TV-Senders Syfy. 2015 wurde er mit dem Film Sharknado 3 fortgesetzt.

## Handlung
Fin fliegt mit seiner Exfrau April, mit der er sich mittlerweile wieder versöhnt hat, nach New York City, wo sie ihre Schulfreundin Skye besuchen wollen. Während des Landeanflugs gerät das Flugzeug in einen Sturm, und Fin erkennt, dass es sich um einen Sharknado, also einen Tornado, der Haie mit sich führt, handelt.
Während April, der von einem Hai ein Arm abgebissen wurde, im Krankenhaus landet, sucht Fin Skye, die sich mit Fins Schwager und dessen Sohn im Baseballstadion der New York Mets befindet. Sie können sich gerade noch retten, als der Sturm die Haie über die Stadt wirft. Gemeinsam mit Fins Schwester Ellen, die sich mit ihrer Tochter gerade noch mit der Fähre von Liberty Island vor angreifenden Haien retten konnte, nehmen sie den Kampf gegen die herumfliegenden Haie auf. Diese verwüsten mittlerweile die gesamte Stadt, auch die Freiheitsstatue wird dabei zerstört.
Mit Kettensägen und selbst gebauten Bomben bewaffnet gehen sie gegen die Haie vor. Es kommt zum Showdown auf dem Empire State Building, auf dem Fin, April und Skye verhindern können, dass sich mehrere Tornados zu einem Riesentornado vereinen, indem sie mit Halogenkohlenwasserstoffen gefüllte Tanks explodieren lassen. Skye kommt dabei ums Leben. Am Ende des Films tötet Fin den Hai, der April den Arm abgebissen hat. In dessen Körper findet er ihren Arm, zieht ihren Ehering vom Finger und fragt April, ob sie ihn nochmals heiraten würde, was sie bejaht.

## Produktion

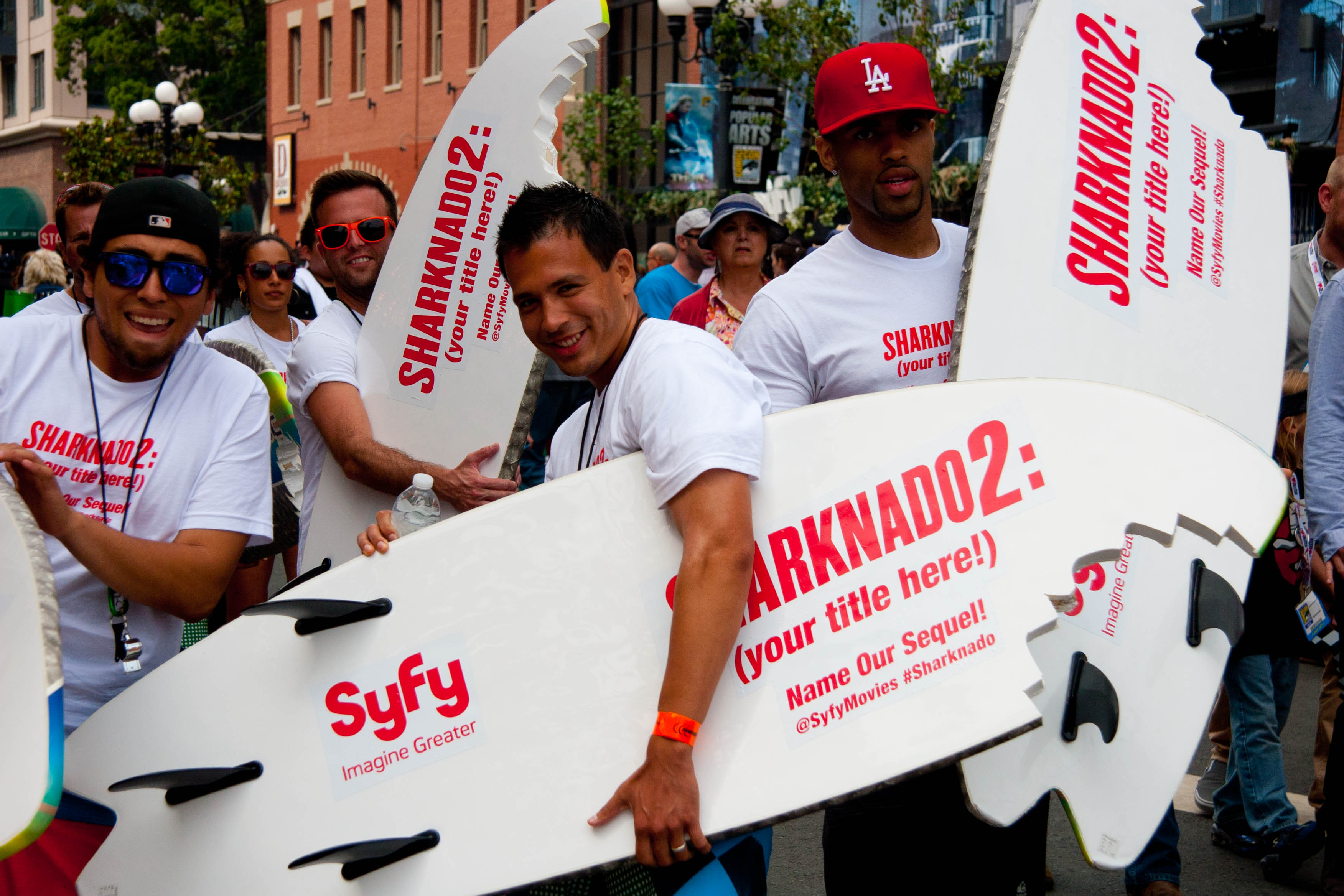
Promotion für den Film

Die Erstausstrahlung des Films erfolgte in den USA am 30. Juli 2014. In Deutschland lief der Film zuerst im Pay-TV auf Syfy am 31. Juli 2014. Im Free-TV fand die Erstausstrahlung am 21. November 2014 im Rahmen der Sendung Die schlechtesten Filme aller Zeiten auf Tele 5 statt.
Um Sharknado 2 im Vorfeld der Ausstrahlung zu bewerben, engagierte Syfy David Hasselhoff, der in dem Werbespot zum Film auch auf seine Rollen in Knight Rider und Baywatch anspielt.
Der dritte Teil Sharknado 3 wurde von Syfy am 22. Juli 2015 ausgestrahlt.

## Rezeption
Sharknado 2 erzielte bei seiner Premiere die höchste Einschaltquote, die der TV-Sender Syfy bis dahin je verzeichnen konnte. 3,9 Millionen Zuschauer sahen die US-Erstausstrahlung, davon 1,3 Millionen aus der werberelevanten Zielgruppe zwischen 18 und 49 Jahren. Während der Erstausstrahlung wurde der Begriff Sharknado zu einem der am meisten getwitterten Begriffe in den USA.

„Die Fortsetzung ‚Sharknado 2‘ überbietet den Erstling in jeder Hinsicht deutlich: Ein interessanteres Setting, bessere Gags, straffere Handlung und ein souveränes, selbstironisches Spiel mit der eigenen Absurdität.“

„Nicht allzu schwer sollte es sein, Sharknado mit einem Sequel in den Schatten zu stellen. Tatsächlich dürfen sich Trash-Fans aber über einen Film freuen, der seinen Vorgänger in allen Belangen übertrifft. Sowohl Haie als auch Menschen segnen in Sharknado 2: The Second One auf diverse Arten das Zeitliche ganz im Sinne der Ideenvielfalt. Darüber hinaus gibt es nicht nur unzählige Anspielungen, beispielsweise auf Teil 1 oder das Sportler-Drama 42, man parodiert mit der Geschichte auch noch eine vor Sarkasmus und Selbstironie strotzende Hommage an den Actionfilm der 90er Jahre – Overacting, scheinheilige Dramaturgie und klischeehafte Story-Entwicklung zu Gunsten des Protagonisten inklusive. All das gipfelt in einem explosiven Finale, das spektakulärer kaum hätte ausfallen können.“

## Sonstiges
Der Taxifahrer Ben wird von Judd Hirsch gespielt, der eine Hauptrolle in der US-amerikanischen Sitcom Taxi spielte. Die Szene, in der sich Fin vom Taxi rettet, indem er über die Haie springt, ist eine Anspielung auf das Videospiel Frogger. Außerdem visualisiert die Szene selbstironisch die US-amerikanische Redewendung Jumping the shark.
In der Folge Porträt eines ängstlichen Mannes (Nightmare at 20,000 Feet) der Mystery- und Science-Fiction-Serie Twilight Zone heißt der Pilot des Flugzeugs Bob Wilson, genau wie der Pilot in Sharknado 2. Auch die Anfangsszene des Films, in der Fin einen Hai auf einer Tragfläche des Flugzeugs sieht, spielt auf diese Episode an.
Viele Textpassagen von Captain Wilson spielen auf Robert Hays’ frühere Rolle des Ted Striker im Film Die unglaubliche Reise in einem verrückten Flugzeug an. So fragt er u. a. seine Copilotin, ob diese von den verfügbaren Bordmenüs den Fisch oder das Hühnchen gegessen habe. (Im Original erkrankt die Crew an Fischvergiftung. Striker, ehemaliger Kampfpilot, hatte jedoch Hühnchen gegessen, erkrankte nicht und konnte das Flugzeug retten.)
Zudem gibt es Anspielungen auf die Der-weiße-Hai-Filmreihe in Sharknado 2. Die Figuren Martin Brody und Ellen Brody tragen die gleichen Namen wie Roy Scheiders Hauptrolle und seine von Lorraine Gary gespielte Frau. Des Weiteren spielt die von Billy Ray Cyrus gespielte Figur Dr. Quint auf den von Robert Shaw in Der Weiße Hai dargestellten Haijäger Quint an.
In Folge 23 der siebten Staffel von The Big Bang Theory verabschiedet sich der sich selbst spielende Wil Wheaton von seiner Schauspielkollegin Penny (Kaley Cuoco), die beide kurz zuvor aus einer Low-Budget-Filmproduktion gefeuert wurden, mit der Begründung, er müsse zu einem Casting für Sharknado 2.
In London warb der TV-Sender Syfy in einem Fischgeschäft mit einer Hai-Attrappe für den Film. Der künstliche Hai wurde in die Auslage des Ladens drapiert und „sprang“ das Geschäft betretende Kunden an.